# 20世紀の映像
『20世紀の映像』（にじっせいきのえいぞう）は、1975年10月5日から1976年9月26日までTBS系列局で放送された毎日放送（MBS）製作のドキュメンタリー番組。放送時間は毎週日曜 22:30 - 23:00 (JST) 。
タイトルが示す通り、20世紀の映像を見るという番組であった。
| TBS系列 日曜22時台後半枠 【当番組より毎日放送製作枠】 | TBS系列 日曜22時台後半枠 【当番組より毎日放送製作枠】 | TBS系列 日曜22時台後半枠 【当番組より毎日放送製作枠】 |
| 前番組                                                | 番組名                                                | 次番組                                                |
| ----------------------------------------------------- | ----------------------------------------------------- | ----------------------------------------------------- |
| サウンド・イン"S" （TBS製作）                         | 20世紀の映像 （1975年10月 - 1976年9月）               | 花の係長                                              |

| スタブアイコン | サブスタブ | この項目は、まだ閲覧者の調べものの参照としては役立たない、テレビ番組に関連した書きかけの項目です。この項目を加筆・訂正などしてくださる協力者を求めています（P:テレビ/PJ:放送または配信の番組）。 |